# Itinérance (téléphonie)

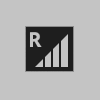
Symbole de roaming affiché dans la barre de notification d'un smartphone Android.

L’itinérance ou roaming (anglicisme) est la faculté pour l'abonné d'un réseau de téléphonie mobile de pouvoir téléphoner et échanger des données via le réseau de téléphonie mobile d'un autre opérateur, aussi bien pour un appel entrant que pour un appel sortant.
Le roaming et le handover sont deux caractéristiques fondamentales des réseaux mobile de types GSM, UMTS,  LTE ou 5G, définies par les normes relatives aux technologies GSM / UMTS / LTE (normes ETSI et 3GPP) ou aux normes CDMA (3GPP2).

## Généralités
En pratique, l'itinérance (ou « roaming ») désigne la faculté des abonnés d'un opérateur de réseau mobile à utiliser les services de téléphonie mobile (voix ou données) de différents réseaux au fur et à mesure de leurs déplacements. Cette fonctionnalité est utile chaque fois qu'un client est hors de portée du réseau de son opérateur. C'est notamment le cas lors d'un déplacement dans un pays étranger mais aussi dans les zones nationales non couvertes par les infrastructures de l'opérateur de l'abonné. Cette faculté est possible du fait que le réseau mobile GSM conserve à chaque instant une information dans ses enregistreurs de localisation (HLR) sur la zone où est localisé l’abonné mobile.
Commercialement, dans les contrats d'abonnement, les termes itinérance et roaming désignent généralement le roaming international. Le terme handover désigne la possibilité technique de passer d'une cellule à une autre pendant une même communication (voix ou données) au cours d'un déplacement.

## Plusieurs notions et types d'itinérance
Plusieurs niveaux d'itinérance sont possibles.

### Itinérance régionale
L'itinérance régionale consiste, dans le cas où la faculté d'interconnexion d'un abonné est limitée à une région donnée à l'intérieur du territoire national — notamment dans les pays de grande extension géographique et constitués de plusieurs États (USA, Russie, Inde, Chine, etc.) — consiste à utiliser un autre réseau pour accéder à d'autres territoires nationaux.
En France, dans les premiers temps du réseau GSM, certains opérateurs mobiles avaient prévu de proposer des offres restreintes à une région.
Avec le succès du GSM et la baisse des coûts du mobile, ce type d’offre a disparu, sauf dans les départements d'outre-mer.

### Itinérance nationale
L'itinérance nationale est la faculté d'utiliser les réseaux de différents opérateurs mobiles dans un même pays.

#### En France

##### Zones blanches
L'itinérance nationale n’était pas très répandue en France. Mais au début des années 2000, l’Autorité de régulation des communications électroniques et des postes (Arcep) a imposé aux trois opérateurs français de s’associer pour couvrir certaines des zones mal couvertes, nommées zones blanches qui représentaient environ 3 000 communes. Des antennes-relais spécifiques y ont été installées par les trois opérateurs historiques. Concrètement, le roaming — c'est-à-dire l'itinérance — national dans les zones blanches permet à des abonnés SFR d’utiliser les antennes « zones blanches » des réseaux Orange ou Bouygues Telecom, là où SFR n’offre pas de couverture, et réciproquement. Les antennes installées dans ces zones blanches sont spécifiques et sont identifiées par des codes MNC (Mobile Network Code) différents ("F-Contact") de celui des antennes « normales » des quatre opérateurs. L’accord d’itinérance « zones blanches » ne concerne que ces antennes.
Ainsi, dans le cas d'un navetteur fréquentant régulièrement deux zones couvertes chacune par un opérateur différent, ce navetteur se trouvera régulièrement dans une zone non ou mal couverte, quel que soit l'opérateur choisi et peut bénéficier de cet accord d'itinérance.

##### Free Mobile
Depuis début 2012, l'opérateur Free mobile dispose d'un accord de « roaming national », qui permet à ses clients, dans les zones non couvertes par le réseau 3G de Free Mobile, d'utiliser les réseaux 2G et 3G d'Orange (contrat d'itinérance Free/Orange négocié par l'entité Orange Wholesale France). Mais, à la suite d'une décision de l’Autorité de régulation des communications électroniques et des postes (Arcep), à la fin de 2020, Free mobile ne pourra plus utiliser le réseau 3G d'Orange avec auparavant un bridage progressif et important des débits.

##### Métropole-outre-mer
Un autre cas d'itinérance nationale existe dans le cadre des communications entre le territoire métropolitain et l'outre-mer. Les opérateurs métropolitains n’y ayant pas de réseau (même si parfois l’opérateur local est une filiale), un client d’un opérateur mobile métropolitain utilisant son téléphone dans un département ou une région d'outre-mer sera accueilli sur le réseau d’un opérateur local (et réciproquement). Les accords de roaming national entre les opérateurs métropolitains et d’outremer permettant ce type d’itinérance sont conclus librement et ne résultent pas d’une obligation réglementaire. Depuis le 17 décembre 2007, les tarifs facturés sont réglementés et soumis aux mêmes prix plafonds que ceux appliqués à l’itinérance internationale par les règlements de juin 2007, de juin 2012 et de novembre 2015 du Parlement et du Conseil européens.

#### Licences 3G seule
C'est aussi le cas des opérateurs 3G ayant une licence UMTS (opérateurs 3G) et n’ayant pas de licence d’opérateur GSM. Pour des raisons de concurrence loyale imposée par le régulateur national, un accord de roaming national limité géographiquement et dans le temps est négocié entre l’opérateur 3G et un des opérateurs GSM du pays. Typiquement, cela fut le cas pour les filiales Hutchinson 3G au Royaume-Uni (« 3 » : Three-UK) et en Italie (« 3 » : Tre-Italia) ; c’est également le cas en France pour les abonnés Free Mobile disposant d'un téléphone uniquement GSM.

### Itinérance internationale
L’abonné peut utiliser le réseau des opérateurs d’un pays étranger.
En langue française, il est d’usage courant de réduire le terme « roaming » à la seule itinérance internationale.
Pour permettre aux abonnés d’un opérateur mobile de passer en toute transparence d’un réseau de communication sans fil à un autre, les opérateurs mobiles conviennent d'un accord à plusieurs facettes: 
- contractuelle,
- commerciale,
- financière,
- technique,
- etc.

Dans l'union européenne ou l'espace économique européen, ce type d'itinérance est également soumis à un règlement européen.
Tous les opérateurs de téléphonie mobile passent des accords de ce type entre pays pour permettre à leurs clients d’être en continuité de service où qu’ils se trouvent. L’accord est souvent bilatéral pour permettre aux abonnés de chaque opérateur d’utiliser le réseau de l’autre opérateur, sauf pour certains opérateurs virtuels (les full-MVNO) qui ne disposent pas de réseau radio (antennes-relais) et ne peuvent donc pas signer de contrats de réciprocité. L’accord bilatéral est séparable en deux parties, inbound roaming et outbound roaming, qui n'ont pas nécessairement le même montant financier.
- Itinérance des clients étrangers (inbound roaming)[5] : L’opérateur A accueille les abonnés de l’opérateur étranger B : l'opérateur A va facturer leur opérateur en fonction de leur utilisation (appels entrant et sortant) de son réseau (exemple pour un opérateur français : un abonné allemand visitant la France et utilisant son téléphone mobile).

- Itinérance depuis l'étranger (outbound roaming)[6] : Les abonnés de l’opérateur A sont accueillis par l’opérateur étranger B : l'opérateur A est facturé par l'opérateur B pour ses abonnés utilisant le réseau étranger (appels entrant et sortant), sur la base des justificatifs reçus de l'opérateur étranger (exemple pour un opérateur français : un abonné français qui utiliserait son téléphone mobile en Allemagne).

| Pour des raisons techniques, il est temporairement impossible d'afficher le graphique qui aurait dû être présenté ici. |

Source : Arcep

## Réglementation et tarifs au sein de l'Union européenne
Les services d'itinérance internationale étaient historiquement très chers pour les consommateurs européens. Pour mettre fin à l'opacité des tarifs et aux ententes entre opérateurs visant à maintenir des prix élevés, l'Union européenne a décidé à partir de 2007 de réglementer les prix des appels vocaux, des SMS et des données téléchargées (Internet mobile), en instituant un « eurotarif ».
La législation européenne sur les frais d'itinérance a fait l'objet de quatre règlements principaux de la Commission européenne :
- le règlement n° 717/2007[8] du 27 juin 2007;
- le règlement n° 544/2009[9] du 18 juin 2009;
- le règlement n° 531/2012[10] du 13 juin 2012;
- le règlement n° 2015/2120[11] du 25 novembre 2015 et ses règlements d'exécution n° 2015/2352[12] du 16 décembre 2015 et n° 2016/2286[13] du 15 décembre 2016.

Les appels émis, les SMS et les données téléchargées en itinérance sont finalement majoritairement sans surcoût depuis le 15 juin 2017 (application du tarif national) avec des limites en volume et en cas de séjours prolongés à l'étranger. Certains opérateurs avaient anticipé cette nouvelle réglementation en proposant le roaming toute l'année sur certains abonnements, notamment Free mobile et RED by SFR.
Après cette avancée, une autre mesure a été appliquée en 2019. Alors que depuis 2017 les usagers pouvaient appeler ou envoyer des SMS, voire des MMS, sans surcoût lorsqu’il sont en itinérance dans un pays de l'UE ou dans les DOM vers ces destinations, cela n’était pas possible depuis le pays d'origine, par exemple, depuis la France. Dans le cas d'appels vers l'étranger depuis le pays d'origine, les opérateurs ont souvent l'habitude d'appliquer des surcoûts importants. La minute de communication pouvait ainsi être facturée jusqu'à 1,99 € pour un appel depuis un pays de l'UE vers un autre pays de l'UE. En cas d'envoi d'un SMS, ce dernier pouvait revenir à 24 centimes selon l'opérateur. Pour mettre fin à cette incohérence, les députés européens ont décidé d'établir un plafond à ces surcoûts. Depuis mai 2019, la minute d'appel au sein de l'Union européenne à destination d'un pays de l'UE ou des DOM ne doit plus dépasser 19 centimes d'euros. Pour les SMS, ils sont au maximum facturés 6 centimes.